# ŽNK Oaza Mladost Selnice
ŽNK Oaza Mladost je ženski nogometni klub iz Selnice.

## Povijest
Ženski nogometni klub ŽNK Oaza Mladost osnovan je 1998. godine.
Klub se trenutačno natječe u 2. regionalnoj ženskoj hrvatskoj nogometnoj ligi

## Vanjske poveznice
- ŽNK Oaza Selnica: Želja - vrh tablice[neaktivna poveznica]